# 朴洸オン
朴 洸瑥（パク・グァンオン、韓国語: 박광온、1957年4月25日〈陰暦3月26日〉 - ）は、韓国の政治家、ジャーナリスト。第19・20・21代韓国国会議員。
全羅南道海南郡県山面出身のカトリック教徒。MBC記者、司会者、共に民主党院内代表を歴任した。

## 来歴
光州商業高等学校、高麗大学校社会学科卒。東国大学校言論情報大学院修士。MBCの東京特派員、報道局統一外交部長、報道局政治国際エディター、論説委員、報道局長を歴任した後、政界では第18代大統領選挙文在寅候補選挙対策委員会スポークスマン、民主党広報委員長、新政治民主連合スポークスマン、第19代国会企画財政委員会委員、第19代大統領選挙文在寅候補陣営スポークスマン団メンバー、国会法制司法委員長を歴任した。
2023年4月28日より共に民主党院内代表を務めたが、共に民主党代表である李在明の国会における逮捕同意案が可決された責任を取って、同年9月21日に院内代表を引責辞任した。
「親李在明系」ではないため、2024年の第22代総選挙では党内のカットオフの対象となり、公認から排除された。しかし、その後は党内の団結を訴え、結果を受け入れたと表明した。

## エピソード
- 8人兄弟の末っ子である[3]。
- 1989年12月には外信部記者としてルーマニアのニコラエ・チャウシェスク大統領の国外逃避を取材報道した[11]。また、1997・98年の東京特派員時代にはポケモンショック事件を取材報道した[12]。
- 2014年の補欠選挙に出た時、娘はSNSでユーモラスな暴露を行い話題となった。なお、朴はこの選挙で国会議員に初当選した[13][14]。
- 2018年にはWOMAD、イルベを卑下、嫌悪を拡散する共同体だと批判した[15]。
- 2018年11月には42の法律にある日本式の「当該」という表現を「該当」に直す、または「貸主」を「貸与者」に変更する改正案を提出した[16]。
- 2020年2月には共に民主党最高委員として、アメリカのタイム誌を引用して、韓国のコロナウイルス感染者の急増は「自由な言論環境と透明な情報公開、民主的な責任システム」が原因だと説明したが、政府の防疫失敗の責任を回避したという不適切な発言だと朝鮮日報が批判した[17]。
- 2020年3月には共に民主党虚偽操作情報対策委員会委員長として、YouTubeなどにある民主党に不利なフェイクニュースを確認し、警察への告発または放送通信審議委員会への審議を要請した[18]。
- 2020年6月には第21代国会の1号法案である「社会的価値法」を提出したが、公共機関の従業員の人権と安全を訴える法案の内容と反して、朴の補佐官たちは法案を提出するために4泊5日の野宿を行い、徹夜までも交代でしたという行動に対し、陳重権（朝鮮語版）は超過勤務がひどいと批判し、「法案の内容も確認できなかったようだ」と皮肉を言った[19][20]。
- 2020年11月には賃借人の居住期間を現行の4年から6年に延長する「伝貰3+3法」を発議した[21]。
- 名前は聯合ニュースの日本語版サイトで最後の漢字がカタカナで表記され、「朴洸オン」となる[22][23]。